# Ataque de Kramatorsk en junio de 2023
El ataque de Kramatorsk ocurrió la noche del 27 de junio de 2023, alrededor de las 7:30 p. m., cuando las Fuerzas Armadas de Rusia lanzaron dos ataques con misiles balísticos S-300 contra edificios de Kramatorsk, en la parte del óblast de Donetsk aún bajo soberanía ucraniana, en el contexto de la invasión rusa de Ucrania. 

## Desarrollo
El objetivo principal era una pizzería que albergaba hasta 80 clientes y personal en ese momento. El resultado fue de once personas fallecidas, incluidas tres niñas, mientras que 61 resultaron heridas en las explosiones. El restaurante era popular entre los soldados ucranianos, los corresponsales extranjeros y los trabajadores humanitarios. Entre los heridos estaban el novelista y periodista colombiano Héctor Abad Faciolince y su amigo Sergio Jaramillo Caro. Kramatorsk estaba a 15 millas del frente de batalla en ese momento.
Otro misil golpeó una aldea en las afueras de Kramatorsk, hiriendo a cinco personas más.
Rusia afirmó que no ataca a civiles y que solo apuntaba a "instructores de la OTAN" y que "se logró el objetivo". Fuentes ucranianas y occidentales descalificaron dicha explicación como desinformación rusa.

## Respuestas
El ataque ocurrió poco después de la conclusión de la rebelión del Grupo Wagner dentro de las fronteras de la Federación Rusa, que amenazó la autoridad del presidente Vladímir Putin. El ataque fue condenado por los gobiernos de Ucrania, Estados Unidos y la Comisión Europea,así como por la Coordinadora Humanitaria de la ONU para Ucrania.
Posteriormente, el ejército ucraniano arrestó a un hombre sospechoso de haber espiado los vehículos estacionados fuera del restaurante y haber enviado el video a la inteligencia militar rusa.

## Víctimas notables
- Sergio Jaramillo Caro, diplomático y activista colombiano, sobrevivió.
- Héctor Abad Faciolince, escritor colombiano, sobrevivió.
- Victoria Amelina, escritora ucraniana, murió como consecuencia de las heridas.

## Galería

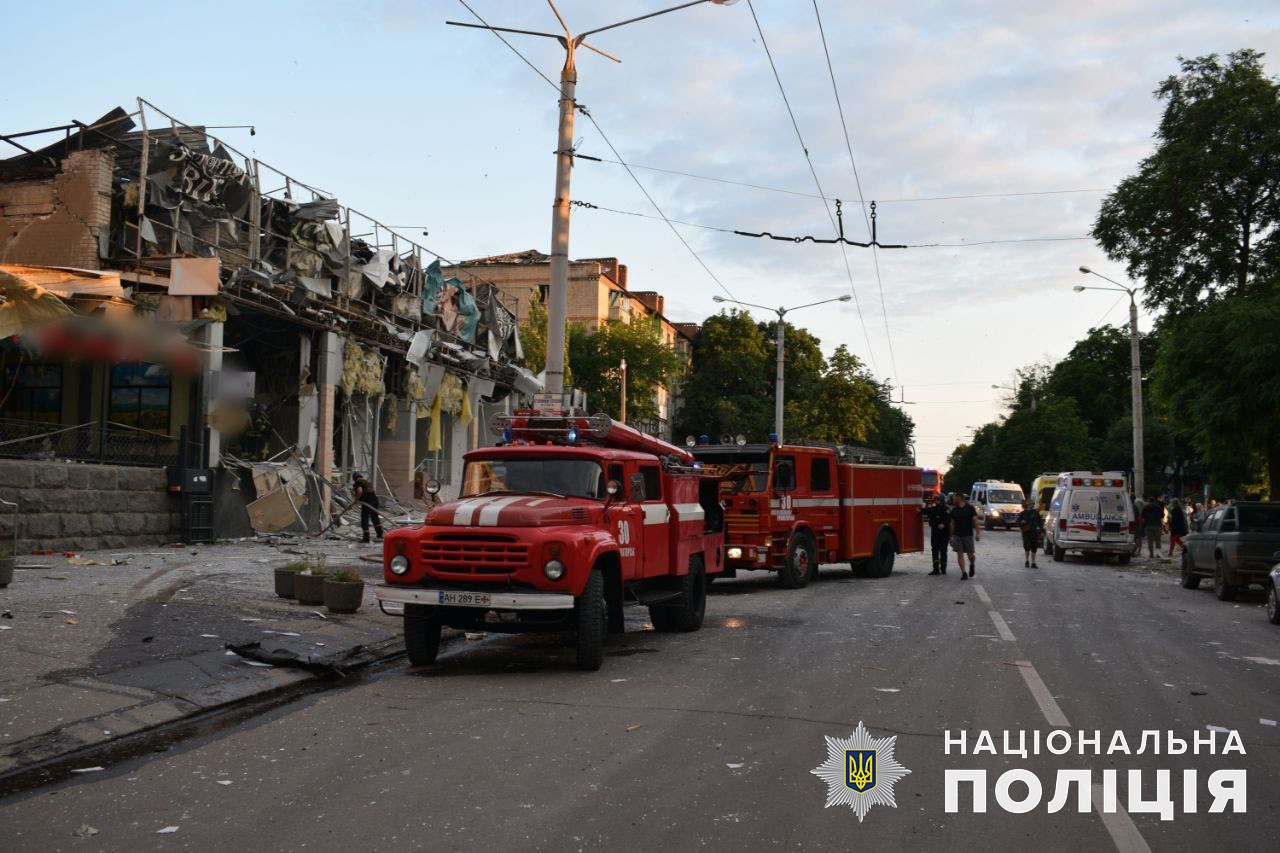
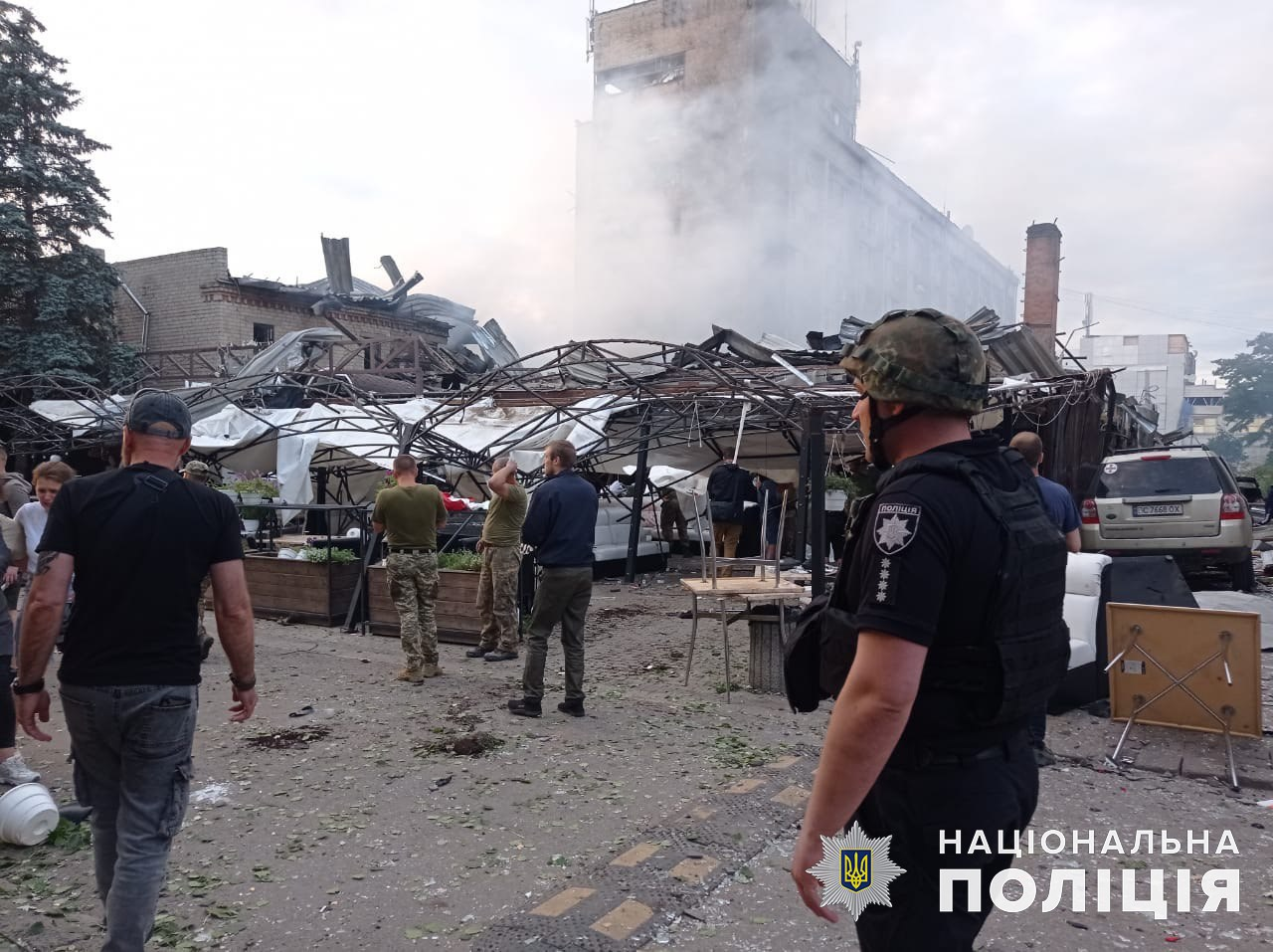
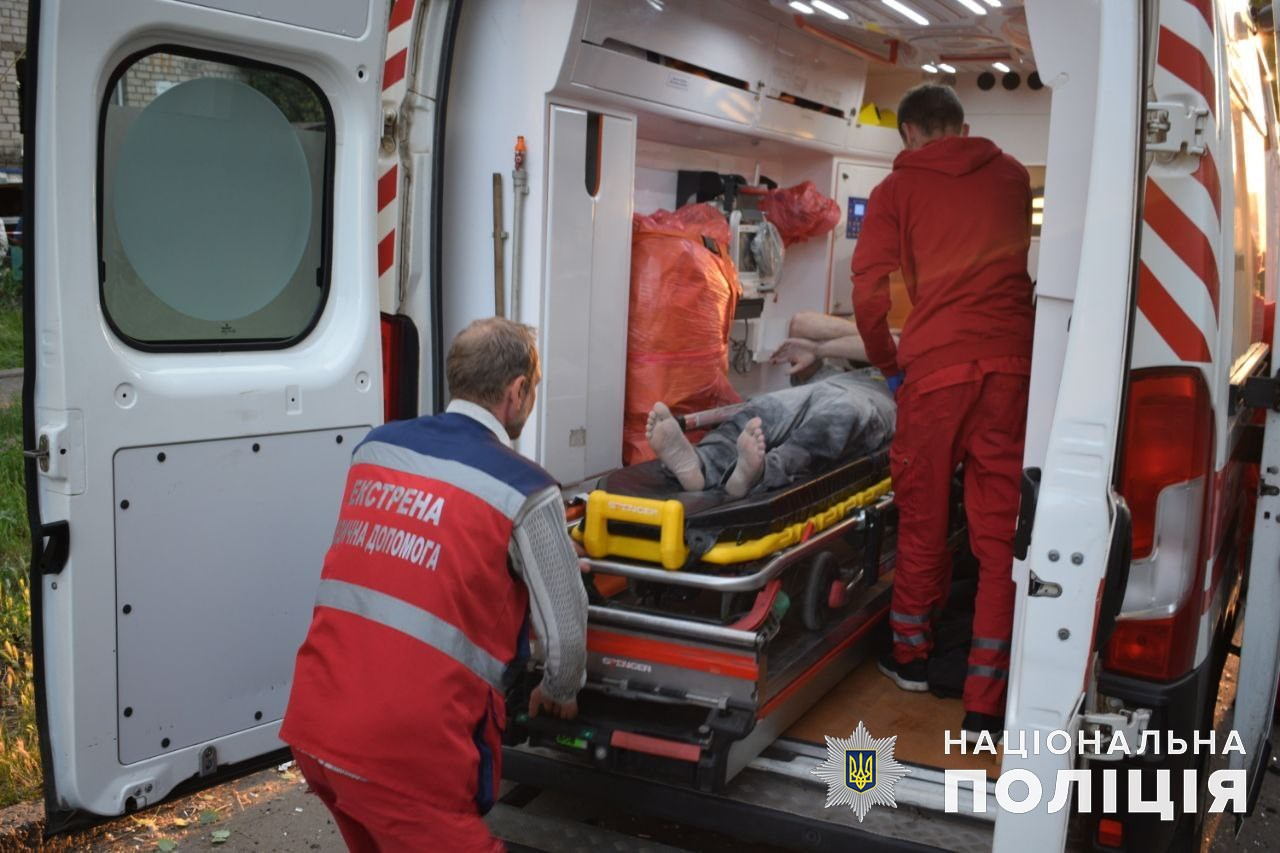
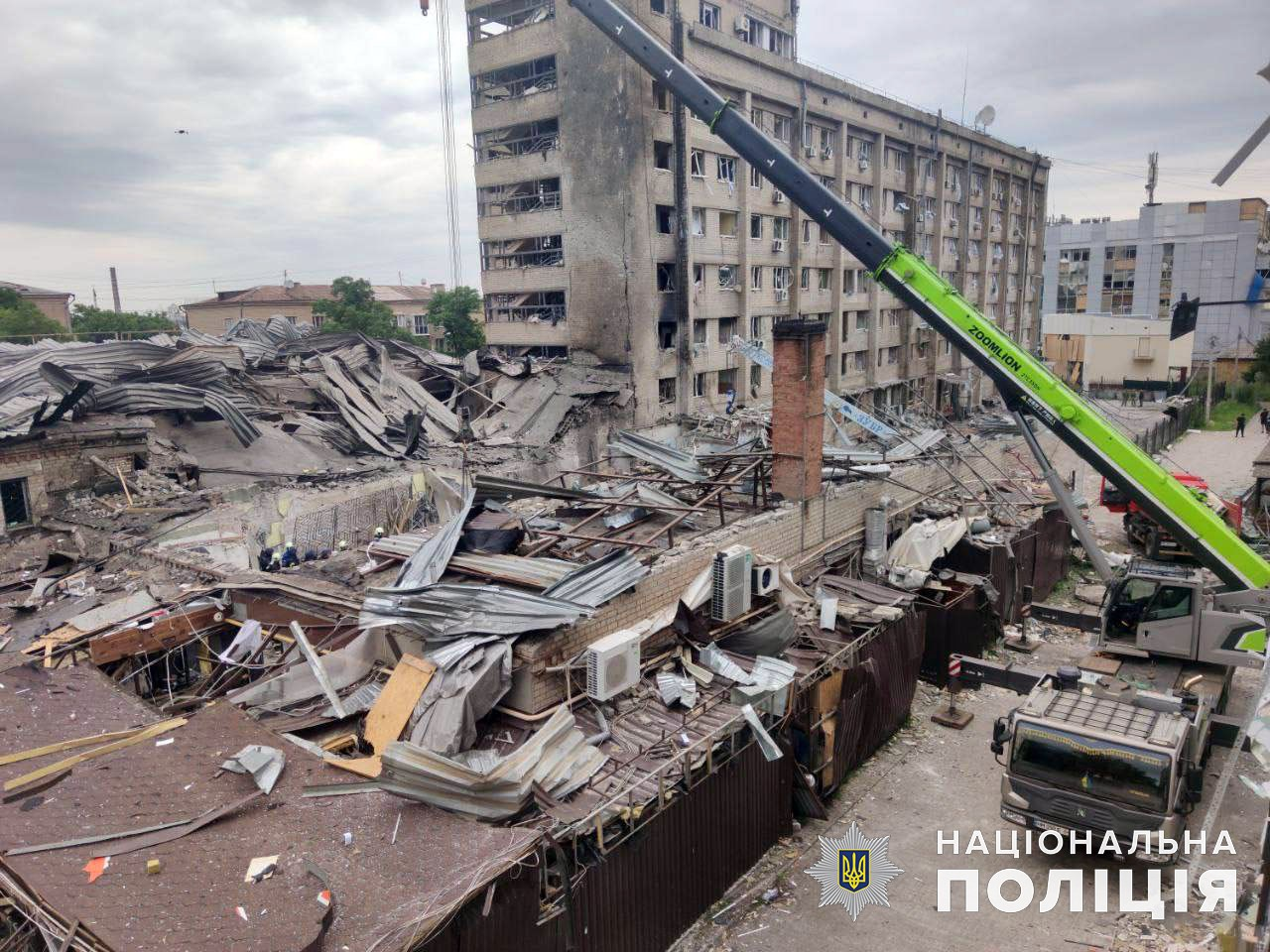